# Botryobasidium flavescens
Botryobasidium flavescens är en svampart som först beskrevs av Hermann Friedrich Bonorden, och fick sitt nu gällande namn av Donald Philip Rogers 1935. Botryobasidium flavescens ingår i släktet Botryobasidium och familjen Botryobasidiaceae.   Inga underarter finns listade i Catalogue of Life.